# Handball-Europameisterschaft der Frauen 2016/Qualifikation
Diese Seite beschreibt die Qualifikation zur Handball-Europameisterschaft der Frauen 2016.

## Modus
An der Europameisterschaft 2016 nahmen 16 Nationalmannschaften teil. Der gastgebende Verband Schweden stand als Teilnehmer fest. Die übrigen 15 Startplätze wurden in zwei Qualifikationsrunden ermittelt. Die Gruppensieger der ersten Runde qualifizierten sich für die zweite Runde. In der zweiten Runde wurden die 15 teilnahmeberechtigten Mannschaften aus weiteren 28 Mannschaften ermittelt.

## 1. Qualifikationsrunde
Die Auslosung der Gruppen fand am 24. März 2015 in Wien statt.

### Gruppe A
| Pl. | Land          | Sp. | S | U | N | Tore    | Diff. | Punkte |
| --- | ------------- | --- | - | - | - | ------- | ----- | ------ |
| 1.  | Bulgarien     | 2   | 2 | 0 | 0 | 063:500 | +13   | 04:00  |
| 2.  | Aserbaidschan | 2   | 1 | 0 | 1 | 057:600 | −3    | 02:20  |
| 3.  | Färöer        | 2   | 0 | 0 | 2 | 050:600 | −10   | 00:40  |

| 12. Juni 2015 | Bulgarien               | 31:22        | Färöer-Inseln            | Orlovetz Sporthalle, Gabrowo Zuschauer: 1.000 Schiedsrichter: Ilieva, Karbeska |
| 12. Juni 2015 | meiste Tore: Dobrewa 11 | (12:10)      | meiste Tore: Samuelsen 7 | Orlovetz Sporthalle, Gabrowo Zuschauer: 1.000 Schiedsrichter: Ilieva, Karbeska |
| 12. Juni 2015 | Strafen: 3× 1×          | Spielbericht | Strafen: 3×              | Orlovetz Sporthalle, Gabrowo Zuschauer: 1.000 Schiedsrichter: Ilieva, Karbeska |

| 13. Juni 2015 | Färöer-Inseln             | 28:29        | Aserbaidschan             | Orlovetz Sporthalle, Gabrowo Zuschauer: 300 Schiedsrichter: Ilieva, Karbeska |
| 13. Juni 2015 | meiste Tore: Samuelsen 10 | (14:14)      | meiste Tore: Tankaskaya 7 | Orlovetz Sporthalle, Gabrowo Zuschauer: 300 Schiedsrichter: Ilieva, Karbeska |
| 13. Juni 2015 | Strafen: 3× 6×            | Spielbericht | Strafen: 3× 4× 1×         | Orlovetz Sporthalle, Gabrowo Zuschauer: 300 Schiedsrichter: Ilieva, Karbeska |

| 14. Juni 2015 | Aserbaidschan             | 28:32        | Bulgarien                          | Orlovetz Sporthalle, Gabrowo Zuschauer: 850 Schiedsrichter: Ilieva, Karbeska |
| 14. Juni 2015 | meiste Tore: Tankaskaya 7 | (12:13)      | meiste Tore: Bogdanowa, Omoregie 8 | Orlovetz Sporthalle, Gabrowo Zuschauer: 850 Schiedsrichter: Ilieva, Karbeska |
| 14. Juni 2015 | Strafen: 4× 3×            | Spielbericht | Strafen: 3× 2×                     | Orlovetz Sporthalle, Gabrowo Zuschauer: 850 Schiedsrichter: Ilieva, Karbeska |

### Gruppe B
| Pl. | Land     | Sp. | S | U | N | Tore    | Diff. | Punkte |
| --- | -------- | --- | - | - | - | ------- | ----- | ------ |
| 1.  | Finnland | 2   | 2 | 0 | 0 | 053:420 | +11   | 04:00  |
| 2.  | Israel   | 2   | 1 | 0 | 1 | 047:470 | ±0    | 02:20  |
| 3.  | Kosovo   | 2   | 0 | 0 | 2 | 040:510 | −11   | 00:40  |

| 12. Juni 2015 | Kosovo              | 19:27        | Finnland            | SISU Arena, Karis Zuschauer: 360 Schiedsrichter: Markowska, Vutow |
| 12. Juni 2015 | meiste Tore: Beka 7 | (6:12)       | meiste Tore: Roos 7 | SISU Arena, Karis Zuschauer: 360 Schiedsrichter: Markowska, Vutow |
| 12. Juni 2015 | Strafen: 2× 4×      | Spielbericht | Strafen: 2× 4×      | SISU Arena, Karis Zuschauer: 360 Schiedsrichter: Markowska, Vutow |

| 13. Juni 2015 | Israel                | 24:21        | Kosovo              | SISU Arena, Karis Zuschauer: 80 Schiedsrichter: Markowska, Vutow |
| 13. Juni 2015 | meiste Tore: Vakrat 7 | (9:8)        | meiste Tore: Rama 5 | SISU Arena, Karis Zuschauer: 80 Schiedsrichter: Markowska, Vutow |
| 13. Juni 2015 | Strafen: 2×           | Spielbericht | Strafen: 3× 5×      | SISU Arena, Karis Zuschauer: 80 Schiedsrichter: Markowska, Vutow |

| 14. Juni 2015 | Finnland                | 26:23        | Israel                          | SISU Arena, Karis Zuschauer: 320 Schiedsrichter: Markowska, Vutow |
| 14. Juni 2015 | meiste Tore: Lindholm 9 | (18:15)      | meiste Tore: Vakrat, Turgeman 6 | SISU Arena, Karis Zuschauer: 320 Schiedsrichter: Markowska, Vutow |
| 14. Juni 2015 | Strafen: 3× 4×          | Spielbericht | Strafen: 3× 2×                  | SISU Arena, Karis Zuschauer: 320 Schiedsrichter: Markowska, Vutow |

## 2. Qualifikationsrunde
Die Auslosung der Gruppen fand am 9. April 2015 in Kristianstad statt. Die Gruppenspiele werden zwischen Oktober 2015 und Juni 2016 ausgetragen.

### Gruppenauslosung
| Pot 1                                                          | Pot 2                                                               | Pot 3                                                             | Pot 4                                                         |
| -------------------------------------------------------------- | ------------------------------------------------------------------- | ----------------------------------------------------------------- | ------------------------------------------------------------- |
| Norwegen Montenegro Dänemark Ungarn Serbien Frankreich Spanien | Deutschland Rumänien Polen Russland Niederlande Tschechien Kroatien | Slowakei Ukraine Island Mazedonien Türkei Weißrussland Österreich | Slowenien Portugal Schweiz Italien Litauen Bulgarien Finnland |

### Gruppe 1
| Pl. | Land     | Sp. | S | U | N | Tore      | Diff. | Punkte |
| --- | -------- | --- | - | - | - | --------- | ----- | ------ |
| 1.  | Norwegen | 6   | 5 | 0 | 1 | 0178:1280 | +50   | 010:20 |
| 2.  | Rumänien | 6   | 4 | 0 | 2 | 0150:1370 | +13   | 08:40  |
| 3.  | Belarus  | 6   | 3 | 0 | 3 | 0159:1680 | −9    | 06:60  |
| 4.  | Litauen  | 6   | 0 | 0 | 6 | 0140:1940 | −54   | 00:120 |

| 7. Oktober 2015 19:00 Uhr | Norwegen            | 35:24        | Weißrussland              | Trondheim Spektrum, Trondheim Zuschauer: 3.160 Schiedsrichter: Antić, Jakovljević |
| 7. Oktober 2015 19:00 Uhr | meiste Tore: Løke 7 | (19:13)      | meiste Tore: Nestsiaruk 7 | Trondheim Spektrum, Trondheim Zuschauer: 3.160 Schiedsrichter: Antić, Jakovljević |
| 7. Oktober 2015 19:00 Uhr | Strafen: 2×         | Spielbericht | Strafen: 3× 5×            | Trondheim Spektrum, Trondheim Zuschauer: 3.160 Schiedsrichter: Antić, Jakovljević |

| 8. Oktober 2015 19:00 Uhr | Rumänien             | 29:20        | Litauen                       | Traian Sports Hall, Râmnicu Vâlcea Zuschauer: 3.000 Schiedsrichter: Madsen, Mortensen |
| 8. Oktober 2015 19:00 Uhr | meiste Tore: Neagu 8 | (16:10)      | meiste Tore: Bernatavičiūtė 6 | Traian Sports Hall, Râmnicu Vâlcea Zuschauer: 3.000 Schiedsrichter: Madsen, Mortensen |
| 8. Oktober 2015 19:00 Uhr | Strafen: 2× 4×       | Spielbericht | Strafen: 3× 4×                | Traian Sports Hall, Râmnicu Vâlcea Zuschauer: 3.000 Schiedsrichter: Madsen, Mortensen |

| 11. Oktober 2015 13:00 Uhr | Litauen                       | 21:28        | Norwegen            | Sporthalle Kaunas, Kaunas Zuschauer: 850 Schiedsrichter: Bonifert-Oláh |
| 11. Oktober 2015 13:00 Uhr | meiste Tore: Bernatavičiūtė 6 | (9:13)       | meiste Tore: Mørk 5 | Sporthalle Kaunas, Kaunas Zuschauer: 850 Schiedsrichter: Bonifert-Oláh |
| 11. Oktober 2015 13:00 Uhr | Strafen: 2× 4×                | Spielbericht | Strafen: 2× 3×      | Sporthalle Kaunas, Kaunas Zuschauer: 850 Schiedsrichter: Bonifert-Oláh |

| 11. Oktober 2015 15:00 Uhr | Weißrussland                 | 23:25        | Rumänien              | Sportpalast, Minsk Zuschauer: 3.215 Schiedsrichter: Schilha, Schilha |
| 11. Oktober 2015 15:00 Uhr | meiste Tore: Artsiukhovich 6 | (14:12)      | meiste Tore: Neagu 11 | Sportpalast, Minsk Zuschauer: 3.215 Schiedsrichter: Schilha, Schilha |
| 11. Oktober 2015 15:00 Uhr | Strafen: 3×                  | Spielbericht | Strafen: 3× 2×        | Sportpalast, Minsk Zuschauer: 3.215 Schiedsrichter: Schilha, Schilha |

| 9. März 2016 19:00 Uhr | Litauen                     | 21:29        | Weißrussland             | Sporthalle Kaunas, Kaunas Zuschauer: 500 Schiedsrichter: Dvorský, Karlubík |
| 9. März 2016 19:00 Uhr | meiste Tore: Šatkauskaitė 9 | (10:15)      | meiste Tore: Yezhykava 6 | Sporthalle Kaunas, Kaunas Zuschauer: 500 Schiedsrichter: Dvorský, Karlubík |
| 9. März 2016 19:00 Uhr | Strafen: 3×                 | Spielbericht | Strafen: 3× 5×           | Sporthalle Kaunas, Kaunas Zuschauer: 500 Schiedsrichter: Dvorský, Karlubík |

| 9. März 2016 20:00 Uhr | Rumänien              | 25:20        | Norwegen            | Sala Polivalentă, Cluj-Napoca Zuschauer: 7.100 Schiedsrichter: Pandžić, Šatordžija |
| 9. März 2016 20:00 Uhr | meiste Tore: Neagu 10 | (16:9)       | meiste Tore: Mørk 6 | Sala Polivalentă, Cluj-Napoca Zuschauer: 7.100 Schiedsrichter: Pandžić, Šatordžija |
| 9. März 2016 20:00 Uhr | Strafen: 3× 8× 1×     | Spielbericht | Strafen: 3× 6×      | Sala Polivalentă, Cluj-Napoca Zuschauer: 7.100 Schiedsrichter: Pandžić, Šatordžija |

| 13. März 2016 17:00 Uhr | Weißrussland             | 38:35        | Litauen                                                | Sportpalast, Minsk Zuschauer: 2.650 Schiedsrichter: Bounouara, Sami |
| 13. März 2016 17:00 Uhr | meiste Tore: Yezhykava 8 | (18:15)      | meiste Tore: Bernatavičiūtė, Šatkauskaitė, Vidūnaitė 7 | Sportpalast, Minsk Zuschauer: 2.650 Schiedsrichter: Bounouara, Sami |
| 13. März 2016 17:00 Uhr | Strafen: 2× 5×           | Spielbericht | Strafen: 3× 4×                                         | Sportpalast, Minsk Zuschauer: 2.650 Schiedsrichter: Bounouara, Sami |

| 13. März 2016 18:00 Uhr | Norwegen            | 27:17        | Rumänien               | Stavanger Idrettshall, Stavanger Zuschauer: 6.000 Schiedsrichter: Santos, Fonseca |
| 13. März 2016 18:00 Uhr | meiste Tore: Løke 7 | (12:8)       | meiste Tore: Vizitiu 6 | Stavanger Idrettshall, Stavanger Zuschauer: 6.000 Schiedsrichter: Santos, Fonseca |
| 13. März 2016 18:00 Uhr | Strafen: 3× 2×      | Spielbericht | Strafen: 2× 1×         | Stavanger Idrettshall, Stavanger Zuschauer: 6.000 Schiedsrichter: Santos, Fonseca |

| 1. Juni 2016 19:00 Uhr | Weißrussland             | 22:32        | Norwegen               | Sportpalast, Minsk Zuschauer: 2.200 Schiedsrichter: Tzaferopoulos, Bethmann |
| 1. Juni 2016 19:00 Uhr | meiste Tore: Yezhykava 7 | (9:15)       | meiste Tore: Sulland 6 | Sportpalast, Minsk Zuschauer: 2.200 Schiedsrichter: Tzaferopoulos, Bethmann |
| 1. Juni 2016 19:00 Uhr | Strafen: 3× 1×           | Spielbericht | Strafen: 3× 2×         | Sportpalast, Minsk Zuschauer: 2.200 Schiedsrichter: Tzaferopoulos, Bethmann |

| 1. Juni 2016 19:00 Uhr | Litauen                     | 24:34        | Rumänien                | Sporthalle Kaunas, Kaunas Zuschauer: 500 Schiedsrichter: Markovska, Vutov |
| 1. Juni 2016 19:00 Uhr | meiste Tore: Ivanauskaitė 7 | (11:20)      | meiste Tore: Chintoan 6 | Sporthalle Kaunas, Kaunas Zuschauer: 500 Schiedsrichter: Markovska, Vutov |
| 1. Juni 2016 19:00 Uhr | Strafen: 3×                 | Spielbericht | Strafen: 2× 8×          | Sporthalle Kaunas, Kaunas Zuschauer: 500 Schiedsrichter: Markovska, Vutov |

| 4. Juni 2016 19:00 Uhr | Rumänien              | 20:23        | Weißrussland             | Sala Polivalentă, Piatra Neamț Zuschauer: 3.800 Schiedsrichter: Bennani, Bennani |
| 4. Juni 2016 19:00 Uhr | meiste Tore: Pîrvuț 5 | (9:9)        | meiste Tore: Yezhykava 9 | Sala Polivalentă, Piatra Neamț Zuschauer: 3.800 Schiedsrichter: Bennani, Bennani |
| 4. Juni 2016 19:00 Uhr | Strafen: 3× 2×        | Spielbericht | Strafen: 3× 4× 1×        | Sala Polivalentă, Piatra Neamț Zuschauer: 3.800 Schiedsrichter: Bennani, Bennani |

| 4. Juni 2016 19:30 Uhr | Norwegen                | 36:19        | Litauen                                   | Oslo Spektrum, Oslo Zuschauer: 3.945 Schiedsrichter: Schols, Zuijlen |
| 4. Juni 2016 19:30 Uhr | meiste Tore: Kurtović 6 | (15:10)      | meiste Tore: Ivanauskaitė, Šatkauskaitė 5 | Oslo Spektrum, Oslo Zuschauer: 3.945 Schiedsrichter: Schols, Zuijlen |
| 4. Juni 2016 19:30 Uhr | Strafen: 3× 4×          | Spielbericht | Strafen: 3× 5×                            | Oslo Spektrum, Oslo Zuschauer: 3.945 Schiedsrichter: Schols, Zuijlen |

### Gruppe 2
| Pl. | Land       | Sp. | S | U | N | Tore      | Diff. | Punkte |
| --- | ---------- | --- | - | - | - | --------- | ----- | ------ |
| 1.  | Serbien    | 6   | 5 | 1 | 0 | 0191:1410 | +50   | 011:10 |
| 2.  | Tschechien | 6   | 4 | 1 | 1 | 0170:1420 | +28   | 09:30  |
| 3.  | Ukraine    | 6   | 2 | 0 | 4 | 0174:1620 | +12   | 04:80  |
| 4.  | Italien    | 6   | 0 | 0 | 6 | 0113:2030 | −90   | 00:120 |

| 7. Oktober 2015 16:05 Uhr | Tschechien                        | 33:15        | Italien                     | Tipsport Arena, Prag Zuschauer: 1.020 Schiedsrichter: Žalienė, Kijauskaitė |
| 7. Oktober 2015 16:05 Uhr | meiste Tore: Hrbková, Jeřábková 5 | (14:5)       | meiste Tore: Niederwieser 8 | Tipsport Arena, Prag Zuschauer: 1.020 Schiedsrichter: Žalienė, Kijauskaitė |
| 7. Oktober 2015 16:05 Uhr | Strafen: 2× 3×                    | Spielbericht | Strafen: 3× 7×              | Tipsport Arena, Prag Zuschauer: 1.020 Schiedsrichter: Žalienė, Kijauskaitė |

| 8. Oktober 2015 18:00 Uhr | Serbien                      | 34:25        | Ukraine                    | Kraljevo Sports Hall, Kraljevo Zuschauer: 1.200 Schiedsrichter: Florescu, Stoia |
| 8. Oktober 2015 18:00 Uhr | meiste Tore: Radosavljević 9 | (14:12)      | meiste Tore: Nikolayenko 9 | Kraljevo Sports Hall, Kraljevo Zuschauer: 1.200 Schiedsrichter: Florescu, Stoia |
| 8. Oktober 2015 18:00 Uhr | Strafen: 3× 1×               | Spielbericht | Strafen: 3× 2×             | Kraljevo Sports Hall, Kraljevo Zuschauer: 1.200 Schiedsrichter: Florescu, Stoia |

| 11. Oktober 2015 18:00 Uhr | Ukraine                                  | 20:24        | Tschechien               | SK Yunist Uzhgorod, Uzhhorod Zuschauer: 1.000 Schiedsrichter: Lesiak, Lidacka |
| 11. Oktober 2015 18:00 Uhr | meiste Tore: Borschtschenko, Peroteriy 5 | (12:8)       | meiste Tore: Kordovská 7 | SK Yunist Uzhgorod, Uzhhorod Zuschauer: 1.000 Schiedsrichter: Lesiak, Lidacka |
| 11. Oktober 2015 18:00 Uhr | Strafen: 3× 7×                           | Spielbericht | Strafen: 3×              | SK Yunist Uzhgorod, Uzhhorod Zuschauer: 1.000 Schiedsrichter: Lesiak, Lidacka |

| 11. Oktober 2015 19:00 Uhr | Italien                     | 19:32        | Serbien                 | Palazzetto dello Sport Andria, Andria Zuschauer: 1.350 Schiedsrichter: Kiyashko, Kiselev |
| 11. Oktober 2015 19:00 Uhr | meiste Tore: Niederwieser 8 | (10:15)      | meiste Tore: Živković 8 | Palazzetto dello Sport Andria, Andria Zuschauer: 1.350 Schiedsrichter: Kiyashko, Kiselev |
| 11. Oktober 2015 19:00 Uhr | Strafen: 3× 5×              | Spielbericht | Strafen: 3×             | Palazzetto dello Sport Andria, Andria Zuschauer: 1.350 Schiedsrichter: Kiyashko, Kiselev |

| 9. März 2016 18:00 Uhr | Tschechien             | 25:30        | Serbien                     | Euronics Arena, Zlín Zuschauer: 1.400 Schiedsrichter: Hansen, Pettersen |
| 9. März 2016 18:00 Uhr | meiste Tore: Hrbková 7 | (15:17)      | meiste Tore: Krpež Šlezak 7 | Euronics Arena, Zlín Zuschauer: 1.400 Schiedsrichter: Hansen, Pettersen |
| 9. März 2016 18:00 Uhr | Strafen: 3×            | Spielbericht | Strafen: 3× 5×              | Euronics Arena, Zlín Zuschauer: 1.400 Schiedsrichter: Hansen, Pettersen |

| 10. März 2016 19:00 Uhr | Italien                      | 19:37        | Ukraine                       | Palagolfo, Follonica Zuschauer: 1.350 Schiedsrichter: Thomassen, Schmack |
| 10. März 2016 19:00 Uhr | meiste Tore: Niederwieser 10 | (10:18)      | meiste Tore: Borschtschenko 8 | Palagolfo, Follonica Zuschauer: 1.350 Schiedsrichter: Thomassen, Schmack |
| 10. März 2016 19:00 Uhr | Strafen: 3×                  | Spielbericht | Strafen: 3× 2×                | Palagolfo, Follonica Zuschauer: 1.350 Schiedsrichter: Thomassen, Schmack |

| 13. März 2016 15:30 Uhr | Ukraine                       | 36:23        | Italien                        | Karpaty Arena, Uschhorod Zuschauer: 800 Schiedsrichter: Prastalo, Todorovic |
| 13. März 2016 15:30 Uhr | meiste Tore: Borschtschenko 8 | (15:6)       | meiste Tore: Costa, Gheorghe 5 | Karpaty Arena, Uschhorod Zuschauer: 800 Schiedsrichter: Prastalo, Todorovic |
| 13. März 2016 15:30 Uhr | Strafen: 3× 7×                | Spielbericht | Strafen: 3× 5×                 | Karpaty Arena, Uschhorod Zuschauer: 800 Schiedsrichter: Prastalo, Todorovic |

| 13. März 2016 18:00 Uhr | Serbien                     | 28:28        | Tschechien             | Kraljevo Sports Hall, Kraljevo Zuschauer: 2.000 Schiedsrichter: Doychinow, Goretsow |
| 13. März 2016 18:00 Uhr | meiste Tore: Krpež Šlezak 9 | (15:15)      | meiste Tore: Hrbková 5 | Kraljevo Sports Hall, Kraljevo Zuschauer: 2.000 Schiedsrichter: Doychinow, Goretsow |
| 13. März 2016 18:00 Uhr | Strafen: 3× 5×              | Spielbericht | Strafen: 3× 2×         | Kraljevo Sports Hall, Kraljevo Zuschauer: 2.000 Schiedsrichter: Doychinow, Goretsow |

| 1. Juni 2016 19:00 Uhr | Ukraine               | 26:31        | Serbien                     | Sportpalast, Kiew Zuschauer: 980 Schiedsrichter: Mandák, Rudinský |
| 1. Juni 2016 19:00 Uhr | meiste Tore: Hlibko 9 | (12:15)      | meiste Tore: Krpež Šlezak 7 | Sportpalast, Kiew Zuschauer: 980 Schiedsrichter: Mandák, Rudinský |
| 1. Juni 2016 19:00 Uhr | Strafen: 2× 4×        | Spielbericht | Strafen: 3× 7×              | Sportpalast, Kiew Zuschauer: 980 Schiedsrichter: Mandák, Rudinský |

| 1. Juni 2016 20:00 Uhr | Italien                 | 19:29        | Tschechien                        | Pala San Giacomo, Bari Zuschauer: 1.000 Schiedsrichter: Christiansen, Hansen |
| 1. Juni 2016 20:00 Uhr | meiste Tore: Gheorghe 8 | (11:15)      | meiste Tore: Hrbková, Kordovská 5 | Pala San Giacomo, Bari Zuschauer: 1.000 Schiedsrichter: Christiansen, Hansen |
| 1. Juni 2016 20:00 Uhr | Strafen: 3× 5×          | Spielbericht | Strafen: 3× 1×                    | Pala San Giacomo, Bari Zuschauer: 1.000 Schiedsrichter: Christiansen, Hansen |

| 4. Juni 2016 18:00 Uhr | Serbien                     | 36:18        | Italien                 | Kraljevo Sports Hall, Kraljevo Zuschauer: 700 Schiedsrichter: Bonifert, Oláh |
| 4. Juni 2016 18:00 Uhr | meiste Tore: Krpež Šlezak 7 | (21:10)      | meiste Tore: Gheorghe 6 | Kraljevo Sports Hall, Kraljevo Zuschauer: 700 Schiedsrichter: Bonifert, Oláh |
| 4. Juni 2016 18:00 Uhr | Strafen: 3× 4×              | Spielbericht | Strafen: 3× 4×          | Kraljevo Sports Hall, Kraljevo Zuschauer: 700 Schiedsrichter: Bonifert, Oláh |

| 4. Juni 2016 18:10 Uhr | Tschechien               | 31:30        | Ukraine                | Sportovni hala Banik Most, Most Zuschauer: 925 Schiedsrichter: Vitaku, Vitaku |
| 4. Juni 2016 18:10 Uhr | meiste Tore: Jeřábková 8 | (15:12)      | meiste Tore: Hlibko 10 | Sportovni hala Banik Most, Most Zuschauer: 925 Schiedsrichter: Vitaku, Vitaku |
| 4. Juni 2016 18:10 Uhr | Strafen: 3× 1×           | Spielbericht | Strafen: 3× 2×         | Sportovni hala Banik Most, Most Zuschauer: 925 Schiedsrichter: Vitaku, Vitaku |

### Gruppe 3
| Pl. | Land        | Sp. | S | U | N | Tore      | Diff. | Punkte |
| --- | ----------- | --- | - | - | - | --------- | ----- | ------ |
| 1.  | Niederlande | 6   | 5 | 0 | 1 | 0216:1400 | +76   | 010:20 |
| 2.  | Spanien     | 6   | 5 | 0 | 1 | 0192:1260 | +66   | 010:20 |
| 3.  | Österreich  | 6   | 2 | 0 | 4 | 0160:1710 | −11   | 04:80  |
| 4.  | Bulgarien   | 6   | 0 | 0 | 6 | 0112:2430 | −131  | 00:120 |

| 7. Oktober 2015 19:30 Uhr | Niederlande            | 45:24        | Bulgarien               | Topsportcentrum Rotterdam, Rotterdam Zuschauer: 2.000 Schiedsrichter: Sirbu, Suponicov |
| 7. Oktober 2015 19:30 Uhr | meiste Tore: Abbingh 7 | (24:16)      | meiste Tore: Omoregie 8 | Topsportcentrum Rotterdam, Rotterdam Zuschauer: 2.000 Schiedsrichter: Sirbu, Suponicov |
| 7. Oktober 2015 19:30 Uhr | Strafen: 3×            | Spielbericht | Strafen: 3× 5×          | Topsportcentrum Rotterdam, Rotterdam Zuschauer: 2.000 Schiedsrichter: Sirbu, Suponicov |

| 7. Oktober 2015 20:45 Uhr | Spanien                      | 25:15        | Österreich           | Multiúsos Fontes do Sar, Santiago de Compostela Zuschauer: 2.800 Schiedsrichter: Leandersson, Lindroos |
| 7. Oktober 2015 20:45 Uhr | meiste Tore: López Herrero 5 | (13:6)       | meiste Tore: Engel 5 | Multiúsos Fontes do Sar, Santiago de Compostela Zuschauer: 2.800 Schiedsrichter: Leandersson, Lindroos |
| 7. Oktober 2015 20:45 Uhr | Strafen: 3× 2×               | Spielbericht | Strafen: 3× 2×       | Multiúsos Fontes do Sar, Santiago de Compostela Zuschauer: 2.800 Schiedsrichter: Leandersson, Lindroos |

| 11. Oktober 2015 17:00 Uhr | Bulgarien             | 14:39        | Spanien                | Orlovetz Hall, Gabrovo Zuschauer: 500 Schiedsrichter: Brehmer, Skowronek |
| 11. Oktober 2015 17:00 Uhr | meiste Tore: Kozewa 3 | (8:20)       | meiste Tore: Alberto 6 | Orlovetz Hall, Gabrovo Zuschauer: 500 Schiedsrichter: Brehmer, Skowronek |
| 11. Oktober 2015 17:00 Uhr | Strafen: 3× 1×        | Spielbericht | Strafen: 3× 1×         | Orlovetz Hall, Gabrovo Zuschauer: 500 Schiedsrichter: Brehmer, Skowronek |

| 11. Oktober 2015 18:15 Uhr | Österreich           | 25:31        | Niederlande            | Bundessport- und Freizeitzentrum Südstadt, Maria Enzersdorf Zuschauer: 800 Schiedsrichter: Vujačić, Kažanegra |
| 11. Oktober 2015 18:15 Uhr | meiste Tore: Engel 7 | (11:13)      | meiste Tore: Abbingh 6 | Bundessport- und Freizeitzentrum Südstadt, Maria Enzersdorf Zuschauer: 800 Schiedsrichter: Vujačić, Kažanegra |
| 11. Oktober 2015 18:15 Uhr | Strafen: 2× 3×       | Spielbericht | Strafen: 2× 5×         | Bundessport- und Freizeitzentrum Südstadt, Maria Enzersdorf Zuschauer: 800 Schiedsrichter: Vujačić, Kažanegra |

| 9. März 2016 18:00 Uhr | Bulgarien                     | 20:33        | Österreich                  | Orlovetz Hall, Gabrovo Zuschauer: 400 Schiedsrichter: Scevola, Alperan |
| 9. März 2016 18:00 Uhr | meiste Tore: Agowa, Pawlowa 5 | (10:13)      | meiste Tore: Scheffknecht 8 | Orlovetz Hall, Gabrovo Zuschauer: 400 Schiedsrichter: Scevola, Alperan |
| 9. März 2016 18:00 Uhr | Strafen: 3× 2×                | Spielbericht | Strafen: 3×                 | Orlovetz Hall, Gabrovo Zuschauer: 400 Schiedsrichter: Scevola, Alperan |

| 9. März 2016 19:00 Uhr | Niederlande            | 31:21        | Spanien             | Topsportcentrum Almere, Almere Zuschauer: 3.000 Schiedsrichter: Horváth, Marton |
| 9. März 2016 19:00 Uhr | meiste Tore: Snelder 7 | (13:10)      | meiste Tore: Pena 9 | Topsportcentrum Almere, Almere Zuschauer: 3.000 Schiedsrichter: Horváth, Marton |
| 9. März 2016 19:00 Uhr | Strafen: 2× 3×         | Spielbericht | Strafen: 2× 4×      | Topsportcentrum Almere, Almere Zuschauer: 3.000 Schiedsrichter: Horváth, Marton |

| 12. März 2016 13:00 Uhr | Spanien                        | 32:29        | Niederlande          | Palacio de los Deportes de León, León Zuschauer: 3.000 Schiedsrichter: Christiansen, Hansen |
| 12. März 2016 13:00 Uhr | meiste Tore: Cabral Barbosa 10 | (20:11)      | meiste Tore: Broch 7 | Palacio de los Deportes de León, León Zuschauer: 3.000 Schiedsrichter: Christiansen, Hansen |
| 12. März 2016 13:00 Uhr | Strafen: 3× 4×                 | Spielbericht | Strafen: 4× 8× 1×    | Palacio de los Deportes de León, León Zuschauer: 3.000 Schiedsrichter: Christiansen, Hansen |

| 12. März 2016 20:25 Uhr | Österreich                  | 39:27        | Bulgarien                | Handballarena Rieden-Vorkloster, Bregenz Zuschauer: 1.400 Schiedsrichter: Katsikis, Michailidis |
| 12. März 2016 20:25 Uhr | meiste Tore: Scheffknecht 8 | (19:12)      | meiste Tore: Sarandewa 9 | Handballarena Rieden-Vorkloster, Bregenz Zuschauer: 1.400 Schiedsrichter: Katsikis, Michailidis |
| 12. März 2016 20:25 Uhr | Strafen: 3× 4×              | Spielbericht | Strafen: 1× 5×           | Handballarena Rieden-Vorkloster, Bregenz Zuschauer: 1.400 Schiedsrichter: Katsikis, Michailidis |

| 1. Juni 2016 18:00 Uhr | Bulgarien                | 16:45        | Niederlande            | Orlovetz Hall, Gabrovo Zuschauer: 250 Schiedsrichter: Aghakishi, Aghakishi |
| 1. Juni 2016 18:00 Uhr | meiste Tore: Bogdanova 6 | (8:19)       | meiste Tore: Luciano 8 | Orlovetz Hall, Gabrovo Zuschauer: 250 Schiedsrichter: Aghakishi, Aghakishi |
| 1. Juni 2016 18:00 Uhr | Strafen: 3× 2×           | Spielbericht | Strafen: 3× 4×         | Orlovetz Hall, Gabrovo Zuschauer: 250 Schiedsrichter: Aghakishi, Aghakishi |

| 1. Juni 2016 20:25 Uhr | Österreich           | 26:33        | Spanien                | Olympiahalle, Innsbruck Zuschauer: 1.400 Schiedsrichter: Gasmi, Gasmi |
| 1. Juni 2016 20:25 Uhr | meiste Tore: Engel 9 | (12:16)      | meiste Tore: Aguilar 8 | Olympiahalle, Innsbruck Zuschauer: 1.400 Schiedsrichter: Gasmi, Gasmi |
| 1. Juni 2016 20:25 Uhr | Strafen: 3× 5× 1×    | Spielbericht | Strafen: 3× 5×         | Olympiahalle, Innsbruck Zuschauer: 1.400 Schiedsrichter: Gasmi, Gasmi |

| 4. Juni 2016 16:00 Uhr | Niederlande            | 35:22        | Österreich                 | Maaspoort Sports & Events, ’s-Hertogenbosch Zuschauer: 2.600 Schiedsrichter: Ilieva, Karbeska |
| 4. Juni 2016 16:00 Uhr | meiste Tore: Abbingh 9 | (18:11)      | meiste Tore: Frey, Engel 6 | Maaspoort Sports & Events, ’s-Hertogenbosch Zuschauer: 2.600 Schiedsrichter: Ilieva, Karbeska |
| 4. Juni 2016 16:00 Uhr | Strafen: 3× 2×         | Spielbericht | Strafen: 3× 2×             | Maaspoort Sports & Events, ’s-Hertogenbosch Zuschauer: 2.600 Schiedsrichter: Ilieva, Karbeska |

| 4. Juni 2016 18:00 Uhr | Spanien                         | 42:11        | Bulgarien                | Polideportivo Ciudad Jardin, Málaga Zuschauer: 2.000 Schiedsrichter: Sa, Sa |
| 4. Juni 2016 18:00 Uhr | meiste Tore: Mangué, Martínez 6 | (22:7)       | meiste Tore: Sarandeva 3 | Polideportivo Ciudad Jardin, Málaga Zuschauer: 2.000 Schiedsrichter: Sa, Sa |
| 4. Juni 2016 18:00 Uhr | Strafen: 3× 2×                  | Spielbericht | Strafen: 3× 2×           | Polideportivo Ciudad Jardin, Málaga Zuschauer: 2.000 Schiedsrichter: Sa, Sa |

### Gruppe 4
| Pl. | Land           | Sp. | S | U | N | Tore      | Diff. | Punkte |
| --- | -------------- | --- | - | - | - | --------- | ----- | ------ |
| 1.  | Montenegro     | 6   | 5 | 0 | 1 | 0147:1290 | +18   | 010:20 |
| 2.  | Kroatien       | 6   | 4 | 0 | 2 | 0173:1370 | +36   | 08:40  |
| 3.  | Slowenien      | 6   | 3 | 0 | 3 | 0142:1340 | +8    | 06:60  |
| 4.  | Nordmazedonien | 6   | 0 | 0 | 6 | 0114:1760 | −62   | 00:120 |

| 7. Oktober 2015 19:00 Uhr | Kroatien                | 27:19        | Slowenien             | Školska sportska dvorana Umag, Umag Zuschauer: 1.000 Schiedsrichter: Opava, Válek |
| 7. Oktober 2015 19:00 Uhr | meiste Tore: Penezić 10 | (14:11)      | meiste Tore: Mavsar 7 | Školska sportska dvorana Umag, Umag Zuschauer: 1.000 Schiedsrichter: Opava, Válek |
| 7. Oktober 2015 19:00 Uhr | Strafen: 3× 1×          | Spielbericht | Strafen: 1× 4× 1×     | Školska sportska dvorana Umag, Umag Zuschauer: 1.000 Schiedsrichter: Opava, Válek |

| 7. Oktober 2015 19:30 Uhr | Montenegro               | 21:14        | Mazedonien                   | SC Topolica, Bar Zuschauer: 2.200 Schiedsrichter: Arntsen, Røen |
| 7. Oktober 2015 19:30 Uhr | meiste Tore: Bulatović 6 | (12:8)       | meiste Tore: Gjeorgjievska 4 | SC Topolica, Bar Zuschauer: 2.200 Schiedsrichter: Arntsen, Røen |
| 7. Oktober 2015 19:30 Uhr | Strafen: 1× 2×           | Spielbericht | Strafen: 2×                  | SC Topolica, Bar Zuschauer: 2.200 Schiedsrichter: Arntsen, Røen |

| 10. Oktober 2015 20:15 Uhr | Mazedonien               | 22:36        | Kroatien               | SRC Kale, Skopje Zuschauer: 800 Schiedsrichter: Vranes, Wenninger |
| 10. Oktober 2015 20:15 Uhr | meiste Tore: Ristovska 8 | (11:15)      | meiste Tore: Penezić 9 | SRC Kale, Skopje Zuschauer: 800 Schiedsrichter: Vranes, Wenninger |
| 10. Oktober 2015 20:15 Uhr | Strafen: 3× 5×           | Spielbericht | Strafen: 3× 4×         | SRC Kale, Skopje Zuschauer: 800 Schiedsrichter: Vranes, Wenninger |

| 11. Oktober 2015 16:00 Uhr | Slowenien                      | 20:22        | Montenegro               | Športna dvorana Kodeljevo, Ljubljana Zuschauer: 1.000 Schiedsrichter: Năstase, Stancu |
| 11. Oktober 2015 16:00 Uhr | meiste Tore: Mavsar, Lazović 6 | (11:11)      | meiste Tore: Bulatović 9 | Športna dvorana Kodeljevo, Ljubljana Zuschauer: 1.000 Schiedsrichter: Năstase, Stancu |
| 11. Oktober 2015 16:00 Uhr | Strafen: 2× 6×                 | Spielbericht | Strafen: 2× 5×           | Športna dvorana Kodeljevo, Ljubljana Zuschauer: 1.000 Schiedsrichter: Năstase, Stancu |

| 10. März 2016 17:30 Uhr | Slowenien              | 35:17        | Mazedonien                  | Sportna Dvorana Ljudski Vrt Lukna, Maribor Zuschauer: 1.500 Schiedsrichter: Zendali, Riello |
| 10. März 2016 17:30 Uhr | meiste Tore: Lazović 6 | (18:8)       | meiste Tore: Keramichieva 5 | Sportna Dvorana Ljudski Vrt Lukna, Maribor Zuschauer: 1.500 Schiedsrichter: Zendali, Riello |
| 10. März 2016 17:30 Uhr | Strafen: 3×            | Spielbericht | Strafen: 2×                 | Sportna Dvorana Ljudski Vrt Lukna, Maribor Zuschauer: 1.500 Schiedsrichter: Zendali, Riello |

| 10. März 2016 20:00 Uhr | Kroatien                | 23:22        | Montenegro               | Spaladium Arena, Split Zuschauer: 4.500 Schiedsrichter: Zotin, Wolodkow |
| 10. März 2016 20:00 Uhr | meiste Tore: Penezić 11 | (13:13)      | meiste Tore: Raičević 10 | Spaladium Arena, Split Zuschauer: 4.500 Schiedsrichter: Zotin, Wolodkow |
| 10. März 2016 20:00 Uhr | Strafen: 3×             | Spielbericht | Strafen: 3× 2×           | Spaladium Arena, Split Zuschauer: 4.500 Schiedsrichter: Zotin, Wolodkow |

| 12. März 2016 20:00 Uhr | Mazedonien                 | 21:22        | Slowenien             | SRC Kale, Skopje Zuschauer: 800 Schiedsrichter: Bolić, Hurich |
| 12. März 2016 20:00 Uhr | meiste Tore: Stojanovska 5 | (10:11)      | meiste Tore: Mavsar 7 | SRC Kale, Skopje Zuschauer: 800 Schiedsrichter: Bolić, Hurich |
| 12. März 2016 20:00 Uhr | Strafen: 2× 4× 1×          | Spielbericht | Strafen: 2× 4×        | SRC Kale, Skopje Zuschauer: 800 Schiedsrichter: Bolić, Hurich |

| 12. März 2016 20:30 Uhr | Montenegro               | 31:29        | Kroatien               | SC Topolica, Bar Zuschauer: 3.200 Schiedsrichter: Jović, Arnautović |
| 12. März 2016 20:30 Uhr | meiste Tore: Bulatović 8 | (19:15)      | meiste Tore: Penezić 8 | SC Topolica, Bar Zuschauer: 3.200 Schiedsrichter: Jović, Arnautović |
| 12. März 2016 20:30 Uhr | Strafen: 3× 2×           | Spielbericht | Strafen: 3× 4×         | SC Topolica, Bar Zuschauer: 3.200 Schiedsrichter: Jović, Arnautović |

| 1. Juni 2016 18:00 Uhr | Slowenien                  | 24:23        | Kroatien             | Sportna Dvorana Golovec, Celje Zuschauer: 2.000 Schiedsrichter: Horváth, Marton |
| 1. Juni 2016 18:00 Uhr | meiste Tore: Gros, Irman 8 | (9:11)       | meiste Tore: Bašić 8 | Sportna Dvorana Golovec, Celje Zuschauer: 2.000 Schiedsrichter: Horváth, Marton |
| 1. Juni 2016 18:00 Uhr | Strafen: 3× 6×             | Spielbericht | Strafen: 3×          | Sportna Dvorana Golovec, Celje Zuschauer: 2.000 Schiedsrichter: Horváth, Marton |

| 2. Juni 2016 18:00 Uhr | Mazedonien               | 21:27        | Montenegro              | SRC Kale, Skopje Zuschauer: 550 Schiedsrichter: Sirbu, Suponicov |
| 2. Juni 2016 18:00 Uhr | meiste Tore: Ristosvka 6 | (12:13)      | meiste Tore: Jauković 7 | SRC Kale, Skopje Zuschauer: 550 Schiedsrichter: Sirbu, Suponicov |
| 2. Juni 2016 18:00 Uhr | Strafen: 3×              | Spielbericht | Strafen: 3× 4×          | SRC Kale, Skopje Zuschauer: 550 Schiedsrichter: Sirbu, Suponicov |

| 5. Juni 2016 18:00 Uhr | Kroatien               | 35:19        | Mazedonien               | Centar Zamet, Rijeka Zuschauer: 900 Schiedsrichter: Blanck, Isen |
| 5. Juni 2016 18:00 Uhr | meiste Tore: Penezić 8 | (17:7)       | meiste Tore: 4 Spieler 3 | Centar Zamet, Rijeka Zuschauer: 900 Schiedsrichter: Blanck, Isen |
| 5. Juni 2016 18:00 Uhr | Strafen: 3×            | Spielbericht | Strafen: 3× 1×           | Centar Zamet, Rijeka Zuschauer: 900 Schiedsrichter: Blanck, Isen |

| 5. Juni 2016 20:00 Uhr | Montenegro               | 24:22        | Slowenien              | Sporthall „Nikoljac“, Bijelo Polje Zuschauer: 2.000 Schiedsrichter: Madsen, Mortensen |
| 5. Juni 2016 20:00 Uhr | meiste Tore: Raičević 11 | (13:11)      | meiste Tore: Lazović 8 | Sporthall „Nikoljac“, Bijelo Polje Zuschauer: 2.000 Schiedsrichter: Madsen, Mortensen |
| 5. Juni 2016 20:00 Uhr | Strafen: 3× 4×           | Spielbericht | Strafen: 3× 5×         | Sporthall „Nikoljac“, Bijelo Polje Zuschauer: 2.000 Schiedsrichter: Madsen, Mortensen |

### Gruppe 5
| Pl. | Land     | Sp. | S | U | N | Tore      | Diff. | Punkte |
| --- | -------- | --- | - | - | - | --------- | ----- | ------ |
| 1.  | Ungarn   | 6   | 5 | 0 | 1 | 0198:1300 | +68   | 010:20 |
| 2.  | Polen    | 6   | 5 | 0 | 1 | 0163:1210 | +42   | 010:20 |
| 3.  | Slowakei | 6   | 2 | 0 | 4 | 0142:1380 | +4    | 04:80  |
| 4.  | Finnland | 6   | 0 | 0 | 6 | 084:1980  | −114  | 00:120 |

| 7. Oktober 2015 20:00 Uhr | Polen                    | 29:12        | Finnland                | Hala Widowiskowo Sportowa, Lubin Zuschauer: 3.400 Schiedsrichter: Stenrand, Birch |
| 7. Oktober 2015 20:00 Uhr | meiste Tore: Kulwińska 6 | (13:8)       | meiste Tore: Cainberg 5 | Hala Widowiskowo Sportowa, Lubin Zuschauer: 3.400 Schiedsrichter: Stenrand, Birch |
| 7. Oktober 2015 20:00 Uhr | Strafen: 3× 1×           | Spielbericht | Strafen: 3× 2×          | Hala Widowiskowo Sportowa, Lubin Zuschauer: 3.400 Schiedsrichter: Stenrand, Birch |

| 8. Oktober 2015 18:00 Uhr | Ungarn               | 32:19        | Slowakei                | OBO Aréna Dabas, Dabas Zuschauer: 2.000 Schiedsrichter: Marić, Mašić |
| 8. Oktober 2015 18:00 Uhr | meiste Tore: Mayer 5 | (15:8)       | meiste Tore: Szarková 5 | OBO Aréna Dabas, Dabas Zuschauer: 2.000 Schiedsrichter: Marić, Mašić |
| 8. Oktober 2015 18:00 Uhr | Strafen: 3×          | Spielbericht | Strafen: 2× 3×          | OBO Aréna Dabas, Dabas Zuschauer: 2.000 Schiedsrichter: Marić, Mašić |

| 10. Oktober 2015 18:00 Uhr | Slowakei                | 21:23        | Polen                     | Mestská športová hala, Šaľa Zuschauer: 2,127 Schiedsrichter: Alpaidse, Berjoskina |
| 10. Oktober 2015 18:00 Uhr | meiste Tore: Školková 9 | (11:14)      | meiste Tore: Niedźwiedź 5 | Mestská športová hala, Šaľa Zuschauer: 2,127 Schiedsrichter: Alpaidse, Berjoskina |
| 10. Oktober 2015 18:00 Uhr | Strafen: 3× 1×          | Spielbericht | Strafen: 3×               | Mestská športová hala, Šaľa Zuschauer: 2,127 Schiedsrichter: Alpaidse, Berjoskina |

| 11. Oktober 2015 14:00 Uhr | Finnland                | 25:38        | Ungarn                     | Sisu Arena, Karis Zuschauer: 500 Schiedsrichter: Praštalo, Todorović |
| 11. Oktober 2015 14:00 Uhr | meiste Tore: Degerman 7 | (13:16)      | meiste Tore: Szucsánszki 9 | Sisu Arena, Karis Zuschauer: 500 Schiedsrichter: Praštalo, Todorović |
| 11. Oktober 2015 14:00 Uhr | Strafen: 3× 1×          | Spielbericht | Strafen: 3× 4×             | Sisu Arena, Karis Zuschauer: 500 Schiedsrichter: Praštalo, Todorović |

| 9. März 2016 18:30 Uhr | Finnland                         | 15:29        | Slowakei                         | Energia Areena, Vantaa Zuschauer: 700 Schiedsrichter: M. Bennani, S. Bennani |
| 9. März 2016 18:30 Uhr | meiste Tore: Drei Spielerinnen 3 | (8:15)       | meiste Tore: Filkova Trehubova 6 | Energia Areena, Vantaa Zuschauer: 700 Schiedsrichter: M. Bennani, S. Bennani |
| 9. März 2016 18:30 Uhr | Strafen: 2× 4×                   | Spielbericht | Strafen: 3× 6×                   | Energia Areena, Vantaa Zuschauer: 700 Schiedsrichter: M. Bennani, S. Bennani |

| 9. März 2016 20:30 Uhr | Polen                   | 24:27        | Ungarn                                   | Hala Widowiskowa Sportowa, Koszalin Zuschauer: 3.000 Schiedsrichter: Vujačić, Kažanegra |
| 9. März 2016 20:30 Uhr | meiste Tore: Siódmiak 5 | (13:13)      | meiste Tore: Triscsuk, Szöllősi-Zácsik 4 | Hala Widowiskowa Sportowa, Koszalin Zuschauer: 3.000 Schiedsrichter: Vujačić, Kažanegra |
| 9. März 2016 20:30 Uhr | Strafen: 1× 2×          | Spielbericht | Strafen: 2× 3×                           | Hala Widowiskowa Sportowa, Koszalin Zuschauer: 3.000 Schiedsrichter: Vujačić, Kažanegra |

| 12. März 2016 16:00 Uhr | Slowakei                | 25:8         | Finnland                      | City Sporthalle, Partizánske Zuschauer: 1.200 Schiedsrichter: Ilieva, Karbeska |
| 12. März 2016 16:00 Uhr | meiste Tore: Školková 7 | (11:3)       | meiste Tore: Hilli, Näräkkä 2 | City Sporthalle, Partizánske Zuschauer: 1.200 Schiedsrichter: Ilieva, Karbeska |
| 12. März 2016 16:00 Uhr | Strafen: 4×             | Spielbericht | Strafen: 4× 1×                | City Sporthalle, Partizánske Zuschauer: 1.200 Schiedsrichter: Ilieva, Karbeska |

| 13. März 2016 18:30 Uhr | Ungarn                  | 25:26        | Polen                     | Érd Aréna, Érd Zuschauer: 2.200 Schiedsrichter: Žalienė, Kijauskaitė |
| 13. März 2016 18:30 Uhr | meiste Tore: Triscsuk 7 | (16:17)      | meiste Tore: Kobylińska 7 | Érd Aréna, Érd Zuschauer: 2.200 Schiedsrichter: Žalienė, Kijauskaitė |
| 13. März 2016 18:30 Uhr | Strafen: 3×             | Spielbericht | Strafen: 3×               | Érd Aréna, Érd Zuschauer: 2.200 Schiedsrichter: Žalienė, Kijauskaitė |

| 1. Juni 2016 23:32 Uhr | Slowakei                | 23:32        | Ungarn                  | Chemkostav Arena, Michalovce Zuschauer: 1.600 Schiedsrichter: Năstase, Stancu |
| 1. Juni 2016 23:32 Uhr | meiste Tore: Školková 6 | (12:15)      | meiste Tore: Triscsuk 6 | Chemkostav Arena, Michalovce Zuschauer: 1.600 Schiedsrichter: Năstase, Stancu |
| 1. Juni 2016 23:32 Uhr | Strafen: 3× 2×          | Spielbericht | Strafen: 2× 4×          | Chemkostav Arena, Michalovce Zuschauer: 1.600 Schiedsrichter: Năstase, Stancu |

| 1. Juni 2016 18:30 Uhr | Finnland                         | 11:33        | Polen                       | Energia Areena, Vantaa Zuschauer: 400 Schiedsrichter: Guðjónsson, Samuelsen |
| 1. Juni 2016 18:30 Uhr | meiste Tore: Vier Spielerinnen 2 | (3:17)       | meiste Tore: Kudłacz-Gloc 9 | Energia Areena, Vantaa Zuschauer: 400 Schiedsrichter: Guðjónsson, Samuelsen |
| 1. Juni 2016 18:30 Uhr | Strafen: 3× 1×                   | Spielbericht | Strafen: 3× 1×              | Energia Areena, Vantaa Zuschauer: 400 Schiedsrichter: Guðjónsson, Samuelsen |

| 4. Juni 2016 20:00 Uhr | Polen                       | 28:25        | Slowakei                | ORLEN Arena, Plock Zuschauer: 1700 Schiedsrichter: Sager, Styger |
| 4. Juni 2016 20:00 Uhr | meiste Tore: Kudłacz-Gloc 8 | (15:13)      | meiste Tore: Kučerová 5 | ORLEN Arena, Plock Zuschauer: 1700 Schiedsrichter: Sager, Styger |
| 4. Juni 2016 20:00 Uhr | Strafen: 2×                 | Spielbericht | Strafen: 3× 2×          | ORLEN Arena, Plock Zuschauer: 1700 Schiedsrichter: Sager, Styger |

| 5. Juni 2016 18:00 Uhr | Ungarn                | 44:13        | Finnland                | Érd Aréna, Érd Zuschauer: 1500 Schiedsrichter: Aliyev, Aghakishiyev |
| 5. Juni 2016 18:00 Uhr | meiste Tore: Lukács 6 | (21:5)       | meiste Tore: Cainberg 5 | Érd Aréna, Érd Zuschauer: 1500 Schiedsrichter: Aliyev, Aghakishiyev |
| 5. Juni 2016 18:00 Uhr | Strafen: 3× 4×        | Spielbericht | Strafen: 3× 2×          | Érd Aréna, Érd Zuschauer: 1500 Schiedsrichter: Aliyev, Aghakishiyev |

### Gruppe 6
| Pl. | Land     | Sp. | S | U | N | Tore      | Diff. | Punkte |
| --- | -------- | --- | - | - | - | --------- | ----- | ------ |
| 1.  | Russland | 6   | 6 | 0 | 0 | 0200:1450 | +55   | 012:00 |
| 2.  | Dänemark | 6   | 4 | 0 | 2 | 0162:1350 | +27   | 08:40  |
| 3.  | Türkei   | 6   | 1 | 0 | 5 | 0157:1900 | −33   | 02:100 |
| 4.  | Portugal | 6   | 1 | 0 | 5 | 0134:1830 | −49   | 02:100 |

| 8. Oktober 2015 19:00 Uhr | Russland                 | 39:19        | Portugal               | Palace of Sport „Rostov Don“, Rostov-on-Don Zuschauer: 3.500 Schiedsrichter: Tzaferopoulos, Bethmann |
| 8. Oktober 2015 19:00 Uhr | meiste Tore: Dawydenko 7 | (20:10)      | meiste Tore: Tavares 5 | Palace of Sport „Rostov Don“, Rostov-on-Don Zuschauer: 3.500 Schiedsrichter: Tzaferopoulos, Bethmann |
| 8. Oktober 2015 19:00 Uhr | Strafen: 3× 4×           | Spielbericht | Strafen: 3× 4×         | Palace of Sport „Rostov Don“, Rostov-on-Don Zuschauer: 3.500 Schiedsrichter: Tzaferopoulos, Bethmann |

| 8. Oktober 2015 20:15 Uhr | Dänemark                           | 28:19        | Türkei               | Ceres Arena, Aarhus Zuschauer: 4.086 Schiedsrichter: Nabokau, Kulik |
| 8. Oktober 2015 20:15 Uhr | meiste Tore: Jørgensen, Nørgaard 6 | (16:10)      | meiste Tore: Şahin 9 | Ceres Arena, Aarhus Zuschauer: 4.086 Schiedsrichter: Nabokau, Kulik |
| 8. Oktober 2015 20:15 Uhr | Strafen: 3× 6×                     | Spielbericht | Strafen: 3× 5×       | Ceres Arena, Aarhus Zuschauer: 4.086 Schiedsrichter: Nabokau, Kulik |

| 11. Oktober 2015 16:10 Uhr | Portugal                        | 21:26        | Dänemark                           | Multiusos de Pinhel, Pinhel Zuschauer: 1.700 Schiedsrichter: Bonaventura, Bonaventura |
| 11. Oktober 2015 16:10 Uhr | meiste Tore: Emidio Rodrigues 5 | (10:14)      | meiste Tore: Fisker, Kristiansen 4 | Multiusos de Pinhel, Pinhel Zuschauer: 1.700 Schiedsrichter: Bonaventura, Bonaventura |
| 11. Oktober 2015 16:10 Uhr | Strafen: 3× 6×                  | Spielbericht | Strafen: 3× 4×                     | Multiusos de Pinhel, Pinhel Zuschauer: 1.700 Schiedsrichter: Bonaventura, Bonaventura |

| 11. Oktober 2015 17:00 Uhr | Türkei               | 30:44        | Russland             | THF Sport Hall, Ankara Zuschauer: 800 Schiedsrichter: Pandžić, Šatordžija |
| 11. Oktober 2015 17:00 Uhr | meiste Tore: Şahin 8 | (14:25)      | meiste Tore: Ilina 9 | THF Sport Hall, Ankara Zuschauer: 800 Schiedsrichter: Pandžić, Šatordžija |
| 11. Oktober 2015 17:00 Uhr | Strafen: 3× 9× 1×    | Spielbericht | Strafen: 3× 6× 1×    | THF Sport Hall, Ankara Zuschauer: 800 Schiedsrichter: Pandžić, Šatordžija |

| 9. März 2016 19:00 Uhr | Russland                  | 31:27        | Dänemark                 | Sportkomplex „Zvezdniy“, Astrachan Zuschauer: 5.000 Schiedsrichter: Opava, Válek |
| 9. März 2016 19:00 Uhr | meiste Tore: Wjachirewa 9 | (16:12)      | meiste Tore: Jørgensen 6 | Sportkomplex „Zvezdniy“, Astrachan Zuschauer: 5.000 Schiedsrichter: Opava, Válek |
| 9. März 2016 19:00 Uhr | Strafen: 3× 4× 1×         | Spielbericht | Strafen: 3× 1×           | Sportkomplex „Zvezdniy“, Astrachan Zuschauer: 5.000 Schiedsrichter: Opava, Válek |

| 10. März 2016 20:00 Uhr | Portugal                       | 24:23        | Türkei                    | Pavilhao Municipal De S.Pedro Do Sul, São Pedro do Sul Zuschauer: 1.025 Schiedsrichter: Di Domenico, Fornasier |
| 10. März 2016 20:00 Uhr | meiste Tore: Sabino, Correia 4 | (11:11)      | meiste Tore: Demircelen 7 | Pavilhao Municipal De S.Pedro Do Sul, São Pedro do Sul Zuschauer: 1.025 Schiedsrichter: Di Domenico, Fornasier |
| 10. März 2016 20:00 Uhr | Strafen: 3× 1×                 | Spielbericht | Strafen: 3× 1×            | Pavilhao Municipal De S.Pedro Do Sul, São Pedro do Sul Zuschauer: 1.025 Schiedsrichter: Di Domenico, Fornasier |

| 12. März 2016 17:10 Uhr | Dänemark              | 22:24        | Russland                              | Arena Naestved, Naestved Zuschauer: 3.011 Schiedsrichter: Kekes, Kekes |
| 12. März 2016 17:10 Uhr | meiste Tore: Hansen 6 | (8:14)       | meiste Tore: Dmitrijewa, Wjachirewa 4 | Arena Naestved, Naestved Zuschauer: 3.011 Schiedsrichter: Kekes, Kekes |
| 12. März 2016 17:10 Uhr | Strafen: 3×           | Spielbericht | Strafen: 2× 5×                        | Arena Naestved, Naestved Zuschauer: 3.011 Schiedsrichter: Kekes, Kekes |

| 13. März 2016 16:00 Uhr | Türkei                 | 37:31        | Portugal              | THF Spor Comple, Ankara Zuschauer: 550 Schiedsrichter: Nastase, Stancu |
| 13. März 2016 16:00 Uhr | meiste Tore: Yilmaz 11 | (17:18)      | meiste Tore: Soares 7 | THF Spor Comple, Ankara Zuschauer: 550 Schiedsrichter: Nastase, Stancu |
| 13. März 2016 16:00 Uhr | Strafen: 3×            | Spielbericht | Strafen: 3× 2×        | THF Spor Comple, Ankara Zuschauer: 550 Schiedsrichter: Nastase, Stancu |

| 1. Juni 2016 20:00 Uhr | Türkei                      | 23:26        | Dänemark                 | Rize Spor Salonu, Rize Zuschauer: 1000 Schiedsrichter: Scevola, Alperan |
| 1. Juni 2016 20:00 Uhr | meiste Tore: Iskenderoglu 8 | (11:12)      | meiste Tore: Jørgensen 6 | Rize Spor Salonu, Rize Zuschauer: 1000 Schiedsrichter: Scevola, Alperan |
| 1. Juni 2016 20:00 Uhr | Strafen: 3× 2×              | Spielbericht | Strafen: 3× 4×           | Rize Spor Salonu, Rize Zuschauer: 1000 Schiedsrichter: Scevola, Alperan |

| 2. Juni 2016 19:45 Uhr | Portugal              | 22:25        | Russland                        | Pavilhao Municipal De S.Pedro Do Sul, São Pedro do Sul Zuschauer: 1000 Schiedsrichter: Brkic, Jusufhodzic |
| 2. Juni 2016 19:45 Uhr | meiste Tore: Soares 5 | (6:13)       | meiste Tore: Skorobogatchenko 6 | Pavilhao Municipal De S.Pedro Do Sul, São Pedro do Sul Zuschauer: 1000 Schiedsrichter: Brkic, Jusufhodzic |
| 2. Juni 2016 19:45 Uhr | Strafen: 3× 4×        | Spielbericht | Strafen: 3× 4×                  | Pavilhao Municipal De S.Pedro Do Sul, São Pedro do Sul Zuschauer: 1000 Schiedsrichter: Brkic, Jusufhodzic |

| 5. Juni 2016 16:00 Uhr | Russland                           | 37:25        | Türkei                | Palace of Sports „Olimp“, Krasnodar Zuschauer: 2200 Schiedsrichter: Argyridis, Mouttas |
| 5. Juni 2016 16:00 Uhr | meiste Tore: Ilina, Bobrownikowa 5 | (21:14)      | meiste Tore: Yilmaz 7 | Palace of Sports „Olimp“, Krasnodar Zuschauer: 2200 Schiedsrichter: Argyridis, Mouttas |
| 5. Juni 2016 16:00 Uhr | Strafen: 3×                        | Spielbericht | Strafen: 3× 4×        | Palace of Sports „Olimp“, Krasnodar Zuschauer: 2200 Schiedsrichter: Argyridis, Mouttas |

| 5. Juni 2016 17:10 Uhr | Dänemark              | 33:17        | Portugal               | Ceres Arena, Aarhus Zuschauer: 2800 Schiedsrichter: Prastalo, Todorovic |
| 5. Juni 2016 17:10 Uhr | meiste Tore: Okkels 7 | (11:7)       | meiste Tore: Correia 4 | Ceres Arena, Aarhus Zuschauer: 2800 Schiedsrichter: Prastalo, Todorovic |
| 5. Juni 2016 17:10 Uhr | Strafen: 1× 2×        | Spielbericht | Strafen: 3× 4×         | Ceres Arena, Aarhus Zuschauer: 2800 Schiedsrichter: Prastalo, Todorovic |

### Gruppe 7
| Pl. | Land        | Sp. | S | U | N | Tore      | Diff. | Punkte |
| --- | ----------- | --- | - | - | - | --------- | ----- | ------ |
| 1.  | Frankreich  | 6   | 6 | 0 | 0 | 0162:1130 | +49   | 012:00 |
| 2.  | Deutschland | 6   | 4 | 0 | 2 | 0149:1280 | +21   | 08:40  |
| 3.  | Island      | 6   | 1 | 0 | 5 | 0112:1530 | −41   | 02:100 |
| 4.  | Schweiz     | 6   | 1 | 0 | 5 | 0122:1510 | −29   | 02:100 |

| 7. Oktober 2015 19:30 Uhr | Deutschland                   | 29:18        | Schweiz                | HUK-Coburg arena, Coburg Zuschauer: 2.024 Schiedsrichter: Panayides, Andreou |
| 7. Oktober 2015 19:30 Uhr | meiste Tore: Naidzinavicius 6 | (13:10)      | meiste Tore: Scherer 6 | HUK-Coburg arena, Coburg Zuschauer: 2.024 Schiedsrichter: Panayides, Andreou |
| 7. Oktober 2015 19:30 Uhr | Strafen: 3× 2×                | Spielbericht | Strafen: 3×            | HUK-Coburg arena, Coburg Zuschauer: 2.024 Schiedsrichter: Panayides, Andreou |

| 8. Oktober 2015 19:00 Uhr | Frankreich               | 27:17        | Island                   | Azur Arena, Antibes Zuschauer: 2.800 Schiedsrichter: Javier Álvarez Mata, Yon Bustamante López |
| 8. Oktober 2015 19:00 Uhr | meiste Tore: 3 Spieler 4 | (11:8)       | meiste Tore: 4 Spieler 3 | Azur Arena, Antibes Zuschauer: 2.800 Schiedsrichter: Javier Álvarez Mata, Yon Bustamante López |
| 8. Oktober 2015 19:00 Uhr | Strafen: 2× 3×           | Spielbericht | Strafen: 3× 4×           | Azur Arena, Antibes Zuschauer: 2.800 Schiedsrichter: Javier Álvarez Mata, Yon Bustamante López |

| 11. Oktober 2015 15:00 Uhr | Schweiz                | 19:28        | Frankreich             | Sporthalle Birsfelden, Birsfelden Zuschauer: 950 Schiedsrichter: Cindrić, Gonzurek |
| 11. Oktober 2015 15:00 Uhr | meiste Tore: Scherer 7 | (10:15)      | meiste Tore: Houette 7 | Sporthalle Birsfelden, Birsfelden Zuschauer: 950 Schiedsrichter: Cindrić, Gonzurek |
| 11. Oktober 2015 15:00 Uhr | Strafen: 3×            | Spielbericht | Strafen: 3× 6×         | Sporthalle Birsfelden, Birsfelden Zuschauer: 950 Schiedsrichter: Cindrić, Gonzurek |

| 11. Oktober 2015 16:00 Uhr | Island                     | 17:22        | Deutschland              | Hlíðarendi, Reykjavík Zuschauer: 960 Schiedsrichter: Christiansen, Hansen |
| 11. Oktober 2015 16:00 Uhr | meiste Tore: Knútsdóttir 4 | (11:12)      | meiste Tore: S. Müller 7 | Hlíðarendi, Reykjavík Zuschauer: 960 Schiedsrichter: Christiansen, Hansen |
| 11. Oktober 2015 16:00 Uhr | Strafen: 2× 4×             | Spielbericht | Strafen: 2× 1×           | Hlíðarendi, Reykjavík Zuschauer: 960 Schiedsrichter: Christiansen, Hansen |

| 9. März 2016 19:30 Uhr | Deutschland              | 21:24        | Frankreich            | EgeTrans Arena, Bietigheim-Bissingen Zuschauer: 3.375 Schiedsrichter: Alpaidse, Berjoskina |
| 9. März 2016 19:30 Uhr | meiste Tore: S. Müller 7 | (10:9)       | meiste Tore: Pineau 9 | EgeTrans Arena, Bietigheim-Bissingen Zuschauer: 3.375 Schiedsrichter: Alpaidse, Berjoskina |
| 9. März 2016 19:30 Uhr | Strafen: 3× 4×           | Spielbericht | Strafen: 2× 1×        | EgeTrans Arena, Bietigheim-Bissingen Zuschauer: 3.375 Schiedsrichter: Alpaidse, Berjoskina |

| 10. März 2016 20:00 Uhr | Schweiz                | 22:21        | Island                     | GoEasy Arena, Siggenthal Zuschauer: 1.420 Schiedsrichter: Antic, Jakovljevic |
| 10. März 2016 20:00 Uhr | meiste Tore: Scherer 5 | (9:10)       | meiste Tore: Knútsdóttir 6 | GoEasy Arena, Siggenthal Zuschauer: 1.420 Schiedsrichter: Antic, Jakovljevic |
| 10. März 2016 20:00 Uhr | Strafen: 2× 4×         | Spielbericht | Strafen: 3× 4×             | GoEasy Arena, Siggenthal Zuschauer: 1.420 Schiedsrichter: Antic, Jakovljevic |

| 12. März 2016 20:00 Uhr | Frankreich            | 25:19        | Deutschland              | Le Parnasse, Nîmes Zuschauer: 3.500 Schiedsrichter: Brehmer, Skowronek |
| 12. März 2016 20:00 Uhr | meiste Tore: Pineau 8 | (13:9)       | meiste Tore: 3 Spieler 4 | Le Parnasse, Nîmes Zuschauer: 3.500 Schiedsrichter: Brehmer, Skowronek |
| 12. März 2016 20:00 Uhr | Strafen: 3× 2×        | Spielbericht | Strafen: 3× 4×           | Le Parnasse, Nîmes Zuschauer: 3.500 Schiedsrichter: Brehmer, Skowronek |

| 13. März 2016 16:30 Uhr | Island                                  | 20:19        | Schweiz             | Íþróttamiðstöð, Hafnarfjörður Zuschauer: 485 Schiedsrichter: Florescu, Stoia |
| 13. März 2016 16:30 Uhr | meiste Tore: Pekarskyte, Sturludottir 3 | (10:9)       | meiste Tore: Frey 5 | Íþróttamiðstöð, Hafnarfjörður Zuschauer: 485 Schiedsrichter: Florescu, Stoia |
| 13. März 2016 16:30 Uhr | Strafen: 3× 2×                          | Spielbericht | Strafen: 4× 3×      | Íþróttamiðstöð, Hafnarfjörður Zuschauer: 485 Schiedsrichter: Florescu, Stoia |

| 1. Juni 2016 19:30 Uhr | Island                     | 16:30        | Frankreich             | Valshöllin, Reykjavík Zuschauer: 450 Schiedsrichter: Jaskins, Zabko |
| 1. Juni 2016 19:30 Uhr | meiste Tore: Knútsdóttir 7 | (7:15)       | meiste Tore: Dembélé 6 | Valshöllin, Reykjavík Zuschauer: 450 Schiedsrichter: Jaskins, Zabko |
| 1. Juni 2016 19:30 Uhr | Strafen: 2×                | Spielbericht | Strafen: 2×            | Valshöllin, Reykjavík Zuschauer: 450 Schiedsrichter: Jaskins, Zabko |

| 1. Juni 2016 19:30 Uhr | Schweiz              | 23:25        | Deutschland             | Sporthalle Kreuzbleiche, St. Gallen Zuschauer: 1.479 Schiedsrichter: Rakytina, Tkachuk |
| 1. Juni 2016 19:30 Uhr | meiste Tore: Hodel 7 | (14:14)      | meiste Tore: S. Huber 8 | Sporthalle Kreuzbleiche, St. Gallen Zuschauer: 1.479 Schiedsrichter: Rakytina, Tkachuk |
| 1. Juni 2016 19:30 Uhr | Strafen: 4× 6×       | Spielbericht | Strafen: 4× 1×          | Sporthalle Kreuzbleiche, St. Gallen Zuschauer: 1.479 Schiedsrichter: Rakytina, Tkachuk |

| 4. Juni 2016 20:00 Uhr | Frankreich               | 28:21        | Schweiz                | Beauvais Zuschauer: 2.000 Schiedsrichter: Di Domenico, Fornasier |
| 4. Juni 2016 20:00 Uhr | meiste Tore: Lacrabére 6 | (15:8)       | meiste Tore: Scherer 6 | Beauvais Zuschauer: 2.000 Schiedsrichter: Di Domenico, Fornasier |
| 4. Juni 2016 20:00 Uhr | Strafen: 2× 3×           | Spielbericht | Strafen: 3× 4×         | Beauvais Zuschauer: 2.000 Schiedsrichter: Di Domenico, Fornasier |

| 5. Juni 2016 17:00 Uhr | Deutschland         | 33:21        | Island                                 | Porsche-Arena, Stuttgart Zuschauer: 2.308 Schiedsrichter: Thomassen, Schmack |
| 5. Juni 2016 17:00 Uhr | meiste Tore: Lang 7 | (15:9)       | meiste Tore: Kjærnested, Knútsdóttir 4 | Porsche-Arena, Stuttgart Zuschauer: 2.308 Schiedsrichter: Thomassen, Schmack |
| 5. Juni 2016 17:00 Uhr | Strafen: 2× 1×      | Spielbericht | Strafen: 1×                            | Porsche-Arena, Stuttgart Zuschauer: 2.308 Schiedsrichter: Thomassen, Schmack |